# 水谷八重子 (2代目)

1960年、白木秀雄と

2代目 水谷 八重子（みずたに やえこ、1939年（昭和14年）4月16日 - ）は、日本の女優、歌手、演出家、エッセイスト。本名は松野 好重（まつの よしえ）(水谷好重とも)。身長170cm（1975年7月）。
母は初代 水谷八重子。父は歌舞伎役者の14代目守田勘彌。映画俳優で歌舞伎役者の坂東好太郎は父方の親類にあたる。
本名の由来は両親の本名の好と重からとった。
水谷 良重（みずたに よしえ）の名で長らく活動していたが、1995年に母の跡を継いで2代目を襲名。現在の新派を代表する女優である。
日本俳優協会常任理事・日本俳優連合理事長を務め、メディア出演の窓口はキャスト・プラス（TBSスパークル）へ委託している。

## 来歴
1939年4月16日、東京府青山（現在の東京都港区）で生まれる。
文化学院在学中の1955年8月5日、水谷良重の名で、歌舞伎座新派公演『相続人は誰だ』『八月十五夜の茶屋』で初舞台を踏む。同日ビクターレコードから『ハッシャ・バイ』を発売し、ジャズ歌手としてもデビューする。新派と歌舞伎のサラブレッドとして、早くから話題を集め、またそのコケティッシュな魅力から、たちまち新進スターの座に収まる。本業は新派の女優かつ歌手であることなどから、五社協定の縛りからも逃れ、テレビ、ラジオ、映画と各方面で活躍する。
1956年11月29日、日比谷日活ホテルで、同じ服部良一門下である朝丘雪路（伊東深水の娘）、東郷たまみ（東郷青児の娘。後に画家に転身）とともに「七光会」を結成し、『ホワイト・クリスマス』を披露。自ら「七光り」と名乗るユニークさが受け、その後しばらくトリオでの活動が続くが後に自然消滅している。
また、テレビでも創成期から活躍していたことから、黒柳徹子、横山道代と共に「三人娘」と称されている。初期の『NHK紅白歌合戦』（NHK総合・ラジオ第1、#NHK紅白歌合戦出場歴参照）へも4回出場。
人気絶頂だった1959年、ジャズドラム奏者の白木秀雄と結婚。スター同士のカップルとして注目を浴び、母・初代八重子とともに『ママと良重とヒデ坊と』という人気番組も受け持ったが、1963年に離婚。菊田一夫立ち会いのもとで二人揃って離婚会見をし、その際に発した「愛しているから別れます」という言葉は流行語の一つとなっている。
1960年公開の『妖刀物語 花の吉原百人斬り』（東映）における演技でNHK映画賞最優秀助演女優賞を受賞したのを皮切りに、その実力も高く評価されるようになり、同時期の『悪名』シリーズでのヒロイン・糸路役は今なお映画ファンなどから高い人気を集めている。
テレビでもミュージカルバラエティ『あなたとよしえ』（日本テレビ）の華やかなメインホステスぶりや、『若い季節』（NHK総合）における一般的なBG（現在のOL）役なども一定の評価を受けている。
舞台でも、それまでは新派公演の出演よりも東宝ミュージカルス、『ノーストリングス』などのミュージカル、森繁劇団公演への参加など外部出演での活躍が目立っていたが、北條秀司が抜擢した1969年11月の新橋演舞場新派公演『女優』での松井須磨子役で高い評価を得て以降、新派の次世代を担う一人として認知されていく。
1979年、渋谷ジァン・ジァンでの新派自主公演『恋女房』で演出に初挑戦。以後、泉鏡花作品を中心に新派公演で演出を手掛けている。
1979年の母・初代八重子の没後は、菅原謙二・安井昌二・波乃久里子とともに、「新派四本柱」として活動の中心を担い、花柳章太郎や母の当たり役であった『滝の白糸』『深川不動』『佃の渡し』などを継承し、新たな息吹を吹き込む。1995年に2代目水谷八重子を襲名し、名実ともに新派の座頭となった。
現在は新派の舞台を中心に活躍。朗読劇においても定評がある。樋口一葉の『おおつごもり』の朗読を通して、古き良き日本語の美しさや失われゆく時代の情感を次の世代へ引き継ぐため、ライフワークとして、2003年から毎年12月に麻布区民センターで『水谷八重子Presents 朗読新派 大つごもり』を自らプロデュースし、若手・ベテランと共に出演している。独自の感性を生かしたエッセイストとしても活躍。1998年から2002年にかけては「暮しの手帖」で長期連載を行い、連載中には日本エッセイストクラブ選ベストエッセイ集に2000年版から2003年版まで4年連続で選ばれた。近年は歌手としての活動も復活させている。
2024年10月21日、急死した日本俳優連合5代目理事長の西田敏行の後任として、6代目の理事長に就任した。

## 人物・エピソード
- 五代目坂東玉三郎は、父十四代目守田勘彌の養子であるため、義理の弟にあたる。水谷は、私が男として生まれていたら玉三郎を襲名させられていたと語っている。
- 1961年、後に世界中で大ヒットした「上を向いて歩こう」の録音の際、作詞をした永六輔は坂本九の「ウヘホムフイテ、アールコホゥホゥホゥ」という独特の節回しの歌いだしを聴いて、耳を疑い「おまえ、どこにホゥホゥホゥと書いてあるんだ」と激怒し、これではヒットしないと考えた。舞台の袖にいた水谷は「こういうのヒットするのよね」と言っていた。水谷の予感は当たり、全米のヒットチャートでも1位に輝くなどしたが、後に永は坂本が幼児期から清元や小唄を仕込まれていたことを知り、「あの歌い方は邦楽だった。彼の中に日本の伝統が生きていた」と自分自身を納得させた[7][8]。
- 中央競馬の馬主でもある。高松三太調教師、高松邦男調教師とは古くから懇意にしており、持ち馬を高松厩舎に預けていた。女優という職業柄、馬名には「ファニーガール」、「ラマンチャノオトコ」、「ミスサイゴン」など、ミュージカルの題名を多く利用している
- ドラマ『冬のソナタ』の主題歌「最初から今まで」、同挿入歌「My Memory」などの歌唱などで知られる歌手Ryuの大ファンで公私ともに親しい。彼の後援会へも入会し、一般ファン同様にファンミーティングに参加している。
- 越路吹雪をオネエと慕い、親しい関係にあった。越路の夫である内藤法美が内藤音楽事務所を設立し、初めて越路以外の歌手のショーを手掛けることになった際に白羽の矢が立ったのが水谷であり、越路は自身のショーを差し置き、水谷のショーのサポートのために岩谷時子を向かわせている。越路、内藤が亡くなって久しい現在も内藤音楽事務所とは仕事を共にしているほか、自身のショーでは越路から貰ったイヤリングをお守り代わりに身につけているほか、越路の持ち歌のいくつかをレパートリーに加えている。
- 母である初代水谷八重子とは、「八重子反抗期」として母の生前芸への考え方では対立することが少なくなかったというが、没後にその考えや偉大さがわかるようになったと語っている。なお、親子仲自体は極めて良く、初代八重子はメディア出演の際には必ず愛娘の話題をしていた。現在も水谷は折に触れて母の話を語っている。
- 同じ新派の波乃久里子とは、ライバル格と見られることが多く、かつては不仲説が取り沙汰されたこともあったが、実際は波乃は「良重おねえちゃま」と慕い、水谷は笑いながら「（仲の悪い）姉妹同様の仲にある。何でも知っています」と語っている。水谷・波乃ともに新派所属の役者について、愛情あふれるエッセイを書いており、そこから現在の新派のアットホームなムードやチームワークの良さを窺うことが出来る。沢田雅美ともプライベートでは実の姉妹のように仲が良く「良重姉ちゃん」と呼び慕われている。
- 愛猫家である。かつては犬派であったが、現在は7匹の猫を飼っており、その経験を生かしたエッセイも多く執筆している。

## 主な受賞歴
- NHK映画賞最優秀助演女優賞（1961年）[5]：東映映画『妖刀物語 花の吉原百人斬り』での演技に対して
- 芸術選奨新人賞（1972年）：『春風物語』『深川不動』での演技に対して
- 文化庁芸術祭賞優秀賞（1973年）：『佃の渡し』でのおきよ・お咲の演技に対して
- 菊田一夫演劇賞（1978年）：『滝の白糸』『祇園の女』での演技に対して
- 松尾芸能賞大賞（1988年）：『佃の渡し』『京舞』での演技に対して
- 芸術選奨文部大臣賞（1993年）：『佃の渡し』でのおきよ・お咲の演技に対して
- 文化庁芸術祭賞（1993年）：『佃の渡し』でのおきよ・お咲の演技に対して
- 東京都都民文化栄誉章（1993年）：「新派の伝統を支える代表的な女優」として
- 文化庁芸術祭賞優秀賞（2001年）：『義血侠血』（作：泉鏡花）の朗読に対して
- 紫綬褒章（2001年）
- 坪内逍遙大賞（2002年）
- 旭日小綬章（2009年）[9]

## NHK紅白歌合戦出場歴
水谷は1958年（昭和33年）の第9回に東郷たまみ、沢たまきとのトリオで初出場。翌1959年（昭和34年）の第10回からはソロで、1961年（昭和36年）の第12回まで計4回連続出場。その後、2代目水谷八重子を襲名した1995年（平成7年）の第46回に審査員として出演しており、歌手・審査員双方で出演経験があるという珍しい記録を持っている。
| 年度/放送回               | 回 | 曲目                                 | 出演順 | 対戦相手       |
| ------------------------- | -- | ------------------------------------ | ------ | -------------- |
| 1958年（昭和33年）/第9回  | 初 | アレキサンダーズ・ラグタイム・バンド | 22/25  | ダークダックス |
| 1959年（昭和34年）/第10回 | 2  | キサス・キサス・キサス               | 11/25  | 水原弘         |
| 1960年（昭和35年）/第11回 | 3  | イッツ・ナウ・オァ・ネバー           | 9/27   | 水原弘（2）    |
| 1961年（昭和36年）/第12回 | 4  | ペピート                             | 4/25   | 守屋浩         |

- 対戦相手の歌手名の（）内の数字はその歌手との対戦回数を表す。
- 曲名の後の（○回目）は紅白で披露された回数を表す。
- 出演順は「（出演順）／（出場者数）」で表す。

## 出演作品

### テレビドラマ
- 松本清張シリーズ・黒い断層 第10 - 12回 「坂道の家」（1960年、KR） - 杉田りえ子 役
- 若い季節（1961 - 1964年、NHK総合）
- 東芝日曜劇場[10]（TBS）
  - 子をつれた女（1961年）
  - 霧の音（1978年）
  - 当節結婚の条件（1979年）
  - 松本清張おんなシリーズ7・指（1979年） - 生方恒子 役
  - 妻のしあわせ（1982年）
  - 春の希い（1982年）
  - ああめぐり逢い（1982年）
  - 真夏の約束（1983年）
  - 恋愛ゲーム（1984年）
  - 縁（1984年）
  - どこにいたの！鮭より（1984年）
  - 同乗者（1986年）
  - マイ・ブルー・ヘブン（1986年）
  - コミュニケーション（1987年）
  - 身許不明の女（1988年）
  - 南の家族（1988年）
  - 妻の離婚届（1989年）
  - 濡れ落ち葉はいやよ（1990年）
  - 愛きらきら（1992年）
- 松本清張シリーズ・黒の組曲 第46回「偶発」（1963年、NHK総合）
- 近鉄金曜劇場 / 婦系図（1965年、TBS）
- 竜馬がゆく（1968年、NHK総合）
- 赤ひげ 第31話「向う横丁のお稲荷さん」（1973年、NHK総合） - おぶん 役
- 鬼平犯科帳 第2シリーズ 第2話「五年目の客」（1981年、テレビ朝日・東宝） - お吉
- おはよう24時間（1982年、TBS） - 袴田円役
- 月曜ワイド劇場 / 悪女の診断書（1982年、テレビ朝日）
- 出逢い・めぐり逢い（1983年、TBS）
- 夏樹静子サスペンス / 一億円は安すぎる（1987年、関西テレビ・フジテレビ系）
- 乱歩賞作家サスペンス（関西テレビ・フジテレビ系）
  - 「不吉な福の神」（1988年）
  - 「騒々しい悪魔」（1989年）
- 京都サスペンス / 残酷な旅路（1989年、関西テレビ・フジテレビ系）
- 源氏物語 上の巻・下の巻（1991年、TBS）
- 必要のない人（1998年、NHK総合） - 藤 蘭子 役
- 想いでかくれんぼ（2000年、テレビ朝日）
- はぐれ刑事純情派（2002年） ‐ 田本淑子
- 夢みる葡萄（2003年、NHK総合）
- 水戸黄門（TBS） 
  - 第32部 第10話「女黄門様は初恋の人・山形」（2003年）
  - 第40部 第1話「陰謀暴き、いざ北へ!終わりなき世直しの旅・水戸・江戸」（2009年）
- 四十九日のレシピ（2011年、NHK総合） - 奥津珠子 役

### 映画
- 青い山脈（1957年、東宝） ※映画デビュー作
- 煙突娘（1958年、松竹） ※初主演映画
- 未婚（1959年、松竹） ※主演
- 夜の配役（1959年、松竹） ※主演
- 銭形平次捕物控　美人蜘蛛（1960年、大映）
- 夜の流れ（1960年、東宝）
- からっ風野郎（1960年、大映）
- 妖刀物語 花の吉原百人斬り（1960年、東映）
- 「悪名」シリーズ（1961‐69年、大映） ※4作品に出演
- 「漫画横丁 アトミックのおぼん」シリーズ（1961年、東宝） ※主演
- ヒマラヤ無宿 心臓破りの野郎ども（1961年、ニュー東映）
- 新源氏物語（1961年、大映） - 末摘花 役
- 風と雲と砦（1961年、大映）
- 続・座頭市物語（1962年、大映）
- 青年の椅子（1962年、日活）
- 雲に向かって起つ（1962年、日活）
- さくら判官（1962年、東映）
- 爛（1962年、大映）
- 喜劇 とんかつ一代（1963年、東宝）
- 赤い靴とろくでなし（1963年、日活）
- 台所太平記（1963年、東宝）
- 踊りたい夜（1963年、松竹）
- 人生劇場（1964年、日活）
- ごろつき犬（1965年、大映）
- 続・兵隊やくざ（1965年、大映）
- あばれ騎士道（1965年、日活）
- 眠狂四郎多情剣（1966年、大映）
- 日本一の男の中の男（1967年、東宝）
- 眠狂四郎女地獄（1968年、大映）
- 現代やくざ 与太者仁義（1969年、東映）
- 関東おんな悪名（1969年、大映）

### その他のテレビ番組
- あなたとよしえ（日本テレビ、1961年 - 1962年）
- 午後は○○おもいッきりテレビ（日本テレビ、1987年 - 2007年）
- クイズ地球まるかじり（テレビ東京、不定期出演）
- いのちの響（TBS）
- THAT'S ENKA TAINMENT〜ちょっと唄っていいかしら?〜（ABCテレビ、2017年） - 水谷八重子と似た名前の演歌歌手「水谷千重子」の友人とされている友近と共演。

### 舞台
- 東京物語（2024年、三越劇場） - 平山とみ 役 ※主演[11]
- 三婆（2025年公演予定、新橋演舞場・南座）[12]

### ラジオ
- 青春三人娘（カメラは見ている）（NHKラジオ第1、1958年）
- ドッキリ!ハッキリ!三代澤康司です（ABCラジオ、2017年9月5日） - 新派公演『華岡青洲の妻』（9月22日から30日に大阪松竹座にて上演）の宣伝目的で「今日のスペッシャル!」コーナーにゲスト出演（事前収録）。

## 著書
- あしあと－人生半分史（読売新聞社、1991年）
- 拝啓水谷八重子様（集英社、1995年）。※井上ひさしとの共著。襲名直前なので水谷良重名義。
- とりとめもない話（ブックエンド、2015年）